# Iyayi Atiemwen
Iyayi Believe Atiemwen (* 24. Januar 1996 in Ogbe) ist ein nigerianischer Fußballspieler, der aktuell bei Sheriff Tiraspol unter Vertrag steht.

## Karriere
Atiemwens Karriere startete in seiner Heimat Nigeria bei Eko Akete United FC und Bendel Insurance. Von dort ging er im Sommer 2014 zum nordzyprischen Verein Dogan Türk Birliği SK in die Kuzey Kıbrıs Süper Ligi. Im Frühjahr 2016 wurde er dann vom türkischen Zweitligisten Kayseri Erciyesspor verpflichtet und absolvierte hier bis zum Saisonende fünf Ligaspiele. Nachdem Erciyesspor zum Sommer 2016 den Klassenerhalt verfehlt hatte, wurde Atiemwen in der Sommertransferperiode 2016 vom türkischen Erstligisten Çaykur Rizespor verpflichtet. Von diesem Verein wurde er für die Rückrunde der Saison 2016/17 an den Zweitligisten Şanlıurfaspor und für die komplette Saison 2017/18 an den Zweitligisten Manisaspor ausgeliehen. Anschließend spielte er in Kroatien für HNK Gorica Velika Gorica, Dinamo Zagreb und leihweise bei Lokomotiva Zagreb.
Für die Saison 2021/22 wurde er Omonia Nikosia in Zypern ausgeliehen. Diese Ausleihe wurde Mitte Februar 2022 abgebrochen und er wurde stattdessen an den kroatischen Verein HNK Gorica ausgeliehen.
Ende Juni 2022 wechselte dann zur neuen Saison zum moldawischen Verein Sheriff Tiraspol.

## Erfolge
- Kroatischer Meister: 2019, 2020, 2021
- Kroatischer Pokalsieger: 2021